# Светотень (искусство)

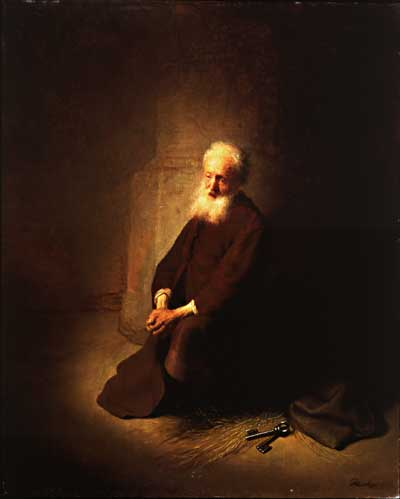
Рембрандт. Святой Пётр в тюрьме. 1631. Дерево, масло. Музей Израиля, Иерусалим

Светоте́нь — наблюдаемое на поверхности объекта «распределение светлых и тёмных зон, обусловленное формой и фактурой его поверхности, освещением и позволяющее зрительно воспринимать объём и рельеф… Градации светотени зависят от характера освещения, специфики объёмной формы предмета, его фактуры и состояния атмосферы». Физически отношения света и тени на поверхности любого объекта определяются, с одной стороны освещённостью (световой величиной), то есть, мощностью светового потока, а с другой — качествами поверхности объекта: его площадью, кривизной, окрашенностью, фактурой и отражающей способностью.
В зависимости от положения объекта по отношению к источнику света, качеств его поверхности, проницаемости среды и ряда других факторов освещённость также может быть разной. Обычно различают следующие элементы светотени:
- света́ — поверхности, освещённые источником света;
- блик — самое яркое световое пятно на освещённой выпуклой или плоской глянцевой поверхности, там, где световые лучи падают на поверхность перпендикулярно;
- те́ни — неосвещённые или слабо освещённые участки объекта. Тени на неосвещённой стороне объекта называются собственными, а отбрасываемые объектом на другие поверхности — падающими;
- полуте́нь — слабая тень, возникающая, когда объект освещён несколькими источниками света. Она также образуется на поверхности, обращённой к источнику света под небольшим углом;
- рефле́кс — отражение, осветление в области тени, образованное лучами, отражёнными от близлежащих объектов.

## Светотень в изобразительном искусстве
Академическое определение светотени в изобразительном искусстве повторяет физическую характеристику этого явления материальной действительности: «Градации светлого и тёмного, распределение различных по яркости цветов, тональных и цветовых оттенков, позволяющее воспринимать объём фигуры или предмета и окружающую их световоздушную среду», но также добавляет следующее: светотень «служит важным средством эмоциональной выразительности».
В практике обучения рисунку и живописи в художественных академиях сложилась традиция, согласно которой основой обучения являются «научно обоснованные закономерности явлений природы, связанные с искусством рисунка, — законы перспективы, теория теней, пластическая анатомия». При этом, как правило, не различали понятия светотеневых и тональных отношений, светосилы красок, яркости и насыщенности тонов, валёров (тональных градаций одного и того же хроматического тона по светлоте), а также тепло-холодных отношений тонов. Против такого подхода восставали представители многих художественных направлений, течений и школ: романтики, импрессионисты и постимпрессионисты, модернисты.
Весь секрет преображения действительности cилой изобразительного искусства, прежде всего в произведениях классического искусства, заключается не в копировании светотеневых отношений в натуре, чему успешно учили в академиях на примере ярко освещённых гипсовых слепков, а в творческом преображении физических качеств наблюдаемой природы в мощное выразительное средство. Светотень в природе коренным образом отличается от тональных отношений, выстраиваемых художником. В живописи и графике как хроматические (цветовые), так и ахроматические (чёрно-белые) тона, характеризуются отношениями, включающими насыщенность тона, его яркость и светлоту, создаваемые живописцем добавлением белил или чёрной краски, и валёрами. Художники также используют понятие «основного тона» (аналогично музыке), который придаёт цельность всему изображению: определённый колори́т — «композицию цвета, хроматический (цветовой) строй, характер использования цветовых отношений, согласованность тонов хроматического ряда». Кроме того, хроматические и ахроматические тона различают по тепло-холодности. В хроматической гамме тёплые и холодные тона разделяются согласно физическим свойствам спектра, в ахроматической — в зависимости от свойств белой или чёрной красок (которые также бывают тёплыми или холодными). В натуралистическом, нехудожественном, изображении понятия тональных и светотеневых отношений сближают либо полностью отождествляют.

## Историческая эволюция представлений об использовании светотени в изобразительном искусстве

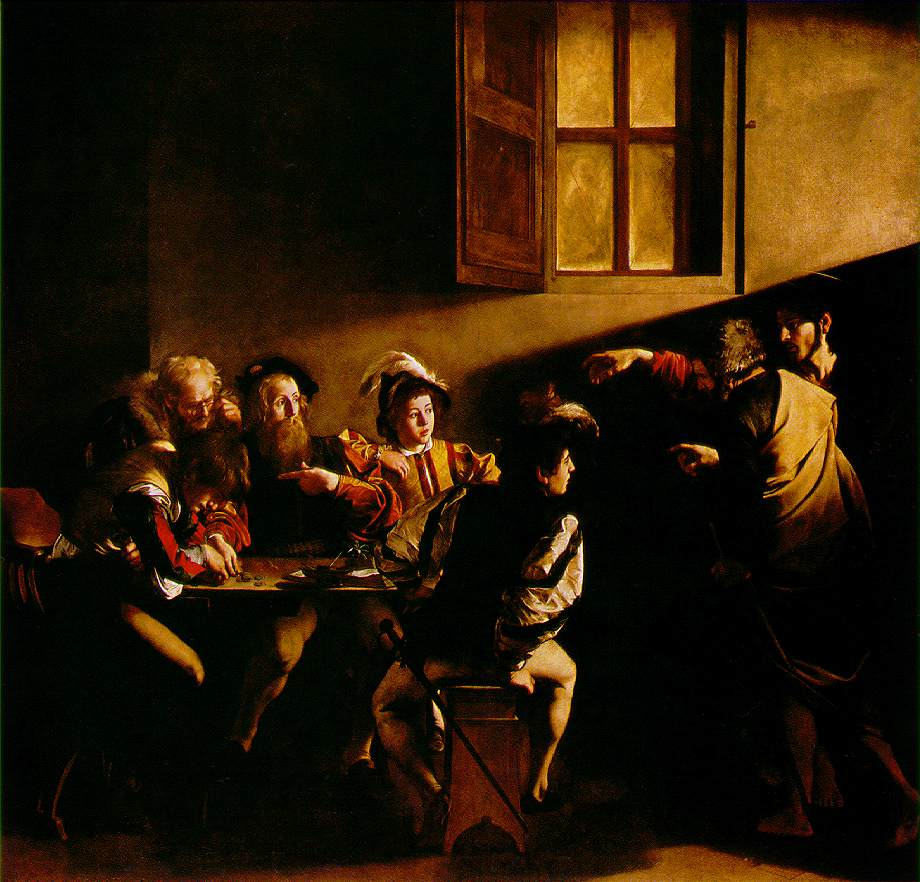
Караваджо. Призвание апостола Матфея. 1599. Холст, масло. Капелла Контарелли. Церковь Сан-Луиджи-деи-Франчези, Рим

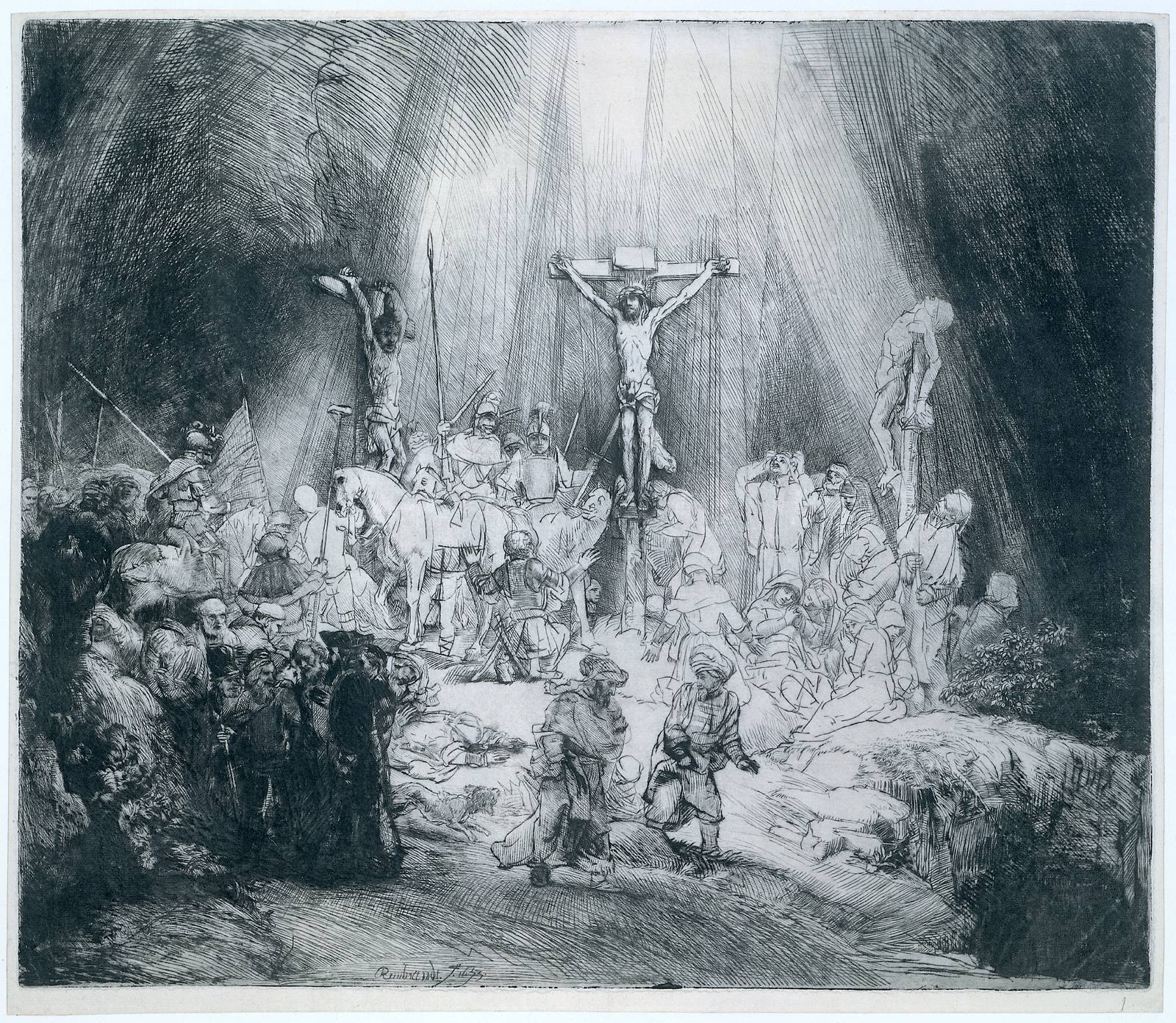
Рембрандт. Христос на кресте (Три креста. 1653. Офорт, резец, сухая игла. Третье состояние. Рейксмюсеум, Амстердам

Из античных литературных источников известно, что древнегреческие живописцы использовали эффекты натуралистической передачи освещённости предметов в стремлении достигнуть полной иллюзорности изображения, что было связано с эстетической теорией мимесиса (др.-греч. μίμησις — подобие, воспроизведение, подражание). Об этом рассказывают легенды о живописце Зевксисе, ученике Аполлодора из Афин, который изобразил «виноград так удачно, что к нему стали прилетать птицы». Отсюда термин «скиаграфия» (изображение теней) и именование некоторых античных художников, в частности Аполлодора Афинского, «скиаграфами». Однако анализ сохранившихся произведений более позднего периода говорит о том, что эллины изображали свет и тени на своих картинах, несмотря на кажущееся правдоподобие, условными приёмами, аспективно (осязательно), далёкими от буквального воспроизведения природных падающих теней.
В дальнейшем многие иллюзорные приёмы в изобразительном искусстве объединяли термином «обман зрения», или тромплёй (фр. trompe-l'œil — «обманчивый глаз», «обманчивая видимость»). Подобные приёмы использовали художники итальянского Возрождения, в особенности периода кватроченто, и позднее, мастера барокко и маньеризма.
Считается, что первым теоретически попытался обосновать методику и технику иллюзорных изображений, в частности необходимость использования эффектов света и тени, Леонардо да Винчи. Он считал живопись наукой и писал, что живопись есть «единственная подражательница всем видимым творениям природы», она «рассматривает все качества форм», всё, что «окружено тенью и светом». Достижение, или «венец этой науки, происходит от теней и светов, или, другими словами, от светлого и тёмного». И далее, в различных отрывках, художник-учёный пояснял различные приёмы использования природной светотени во взаимосвязи с перспективой и прославленным им сфумато (итал. sfumato — затуманенный, неясный, расплывчатый) — приёмами мягкой, расплывчатой моделировки формы и размытости контуров.
В XVI веке в Италии появился термин кьяроскуро (итал. chiaro е scuro — свет и тень), обозначающий особую разновидность цветной ксилографии, гравюры на дереве, с использованием нескольких «досок» (печатных форм; для каждого цвета своя «доска»), позволяющей передавать в цветовых отношениях эффекты светотени.
В искусстве стиля барокко, в живописи, графике и в архитектуре, светотень, наряду с иллюзорными приёмами, стала приобретать формообразующее значение и композиционный смысл. Так, например, наивысшим достижением «композиционной светотени» считают картину Караваджо «Призвание апостола Матфея», выполненную им в 1599 году для капеллы Контарелли римской церкви Сан-Луиджи-деи-Франчези. Картина расположена на боковой, левой стене капеллы и приближающийся к ней видит всю композицию в сильном ракурсе, который совпадает с повелительным жестом руки Иисуса и дополнительно подчёркивается лучом света, по диагонали пересекающим картину и как ножом разрезающим полутёмное пространство итальянской таверны, в которой по воле художника совершается действие. Размер картины значительный: самое замечательное в ней то, что, вопреки очевидной театральности сцены и даже некоторой надуманности композиции, итальянский мастер обнаруживает тенденцию к зрительному преобразованию пространства посредством света и тени. Поток света, падающий с той стороны, где стоят Иисус и апостол Пётр направляет взгляд зрителя, заставляя его читать сцену против потока света: слева направо. Это создает особое напряжение. «Светотень, доведённая до предельной выразительности, становится у Караваджо важнейшим композиционным фактором». Схожие светотеневые приёмы, лишь на первый взгляд кажущиеся натуралистичными, Караваджо использовал и во многих других картинах.
Выдающимся мастером светотени был Рембрандт. Не только в своих картинах, но и в графике, он достигал с помощью светотени необычайной атмосферы таинственности и экспрессии. Его знаменитая картина Ночной дозор получила название по недоразумению (действие происходит днём), настолько необычно художник использовал свет и тени в собственных композиционных целях. Мистической выразительностью отличается офорт «Три креста» (известно несколько «состояний» печатной формы) — потоки света озаряющие сцену Распятия будто льются с небес.
Влияние караваджистов, живописи Жоржа де Латура, Геррита ван Хонтхорста, Хендрика Тербрюггена и других утрехтских караваджистов породило отдельный жанр, именуемый ночными сценами. В картинах этого жанра, а также в гравюрах меццо-тинто, вся композиция строится на эффектах скрытого источника света и необычных теней.
В фотографии и кинематографе свет является не только техническим, но и изобразительным средством: от условий освещения зависит передача формы, объёма, фактуры объекта, глубины и движения в пространстве.
В 1950—1970-х годах опыты по использованию светотеневых эффектов в цветомузыкальных представлениях переносили в область арттерапии, визуальных коммуникаций, компьютерной графики и аудиовизуального дизайна. Интерес к светомузыкальной технике поддерживался на «низовом» уровне в области молодёжной субкультуры, в частности в рок-музыке. Так известны опыты групп «Пинк Флойд», «Спэйс» (Дидье Маруани), Жана-Мишель Жарра 1970—1980-х годов и многих других. С развитием радиоэлектронной техники музыканты стали использовать синтезаторы звука и света и устраивать грандиозные свето-музыкальные лазерные шоу.
В XX веке «игра света» становится отдельным видом постмодернистского искусства в таких течениях как видео-арт и видео-мэппинг. Отечественным пионером новейшей светомузыки считается Б. М. Галеев. В 1994 году он возглавил НИИ экспериментальной эстетики «Прометей», был режиссёром многих экспериментальных светомузыкальных постановок.